# Rober de Kraon
Rober de Kraon je rođen krajem 12. veka kao najmlađe dete Renaulta de Kraona. Živeo je u Akvitaniji odakle je otišao u Palestinu. Pristupio je templarima gde je pokazao veliku vojnu veštinu i nakon smrti Ig de Pejena 1136. postao drugi veliki majstor vitezova templara. Pokazao se kao odličan organizator i uspeo je da 29. marta 1139. od pape Inoćentija II dobije bulu pod nazivom Omne Datum Optimum (lat. svaki savršen poklon) u kojem su ovlašćena reda znatno proširena. Red je bio oslobođen plaćanja poreza papi i nezavistan od svake crkvene jurisdikcije. Prvi je počeo da nosi crveni krst na beloj pozadini koji je vremenom postao simbol Templara. Umro je u januaru 1147. Njegov naslednik bio je Everar de Bare.

## Spoljašnje veze
- Rodoslov porodice Kraon